# بات ميكنالي
بات ميكنالي (بالإنجليزية: Pat McInally)‏ هو لاعب كرة قدم أمريكية أمريكي، ولد في 7 مايو 1953 في فيلا بارك في الولايات المتحدة.

## وصلات خارجية
- بات ميكنالي على موقع مرجع كرة القدم المحترفة.كوم (الإنجليزية)